# Morti il 1º giugno
| Questa pagina contiene informazioni ricavate automaticamente dalle voci biografiche con l'ausilio del template Bio e di un bot. L'aggiornamento è periodico e automatico e ricostruisce completamente la pagina. Se manca una persona in questa lista, sei pregato di non aggiungerla, ma accertati piuttosto che la sua voce biografica contenga il template Bio e che i dati anagrafici siano correttamente compilati. Se il template Bio manca, inseriscilo tu stesso o, in alternativa, metti l'avviso {{tmp\|Bio}} che ne segnala la mancanza. Se i dati riportati sono sbagliati, correggi direttamente la voce biografica; le modifiche saranno visibili in questa lista entro pochi giorni. Per chiarimenti vedi il progetto biografie. La lista contiene solo le 465 persone che sono citate nell'enciclopedia e per le quali è stato implementato correttamente il template Bio. Pagina aggiornata al 5 ago 2025. |

## II secolo a.C.(1)
- 195 a.C. - Gao Zu, imperatore cinese (n. 256 a.C.)

## II secolo(1)
- 193 - Didio Giuliano, imperatore romano (n. 133)

## IV secolo(1)
- 303 - Crescentino di Città di Castello, militare e santo romano (n. 276)

## X secolo(1)
- 932 - Tietmaro di Merseburgo, nobile tedesco (n. 855)

## XI secolo(3)
- 1035 - Simeone di Siracusa, monaco cristiano e santo bizantino
- 1048 - Minamoto no Yorinobu, militare giapponese (n. 968)
- 1068 - Enecone di Oña, abate spagnolo

## XII secolo(1)
- 1146 - Ermengarda d'Angiò, nobile francese

## XIII secolo(2)
- 1220 - Henry de Bohun, I conte di Hereford, nobile e cavaliere medievale inglese
- 1273 - Egnone di Appiano, vescovo cattolico austriaco

## XIV secolo(6)
- 1304 - Giovanni Pelingotto, religioso italiano (n. 1240)
- 1307 - Fra Dolcino, predicatore italiano
- 1310 - Margherita Porete, religiosa e scrittrice francese
- 1348 - Barlaam di Seminara, matematico, filosofo e vescovo cattolico italiano (n. 1290)
- 1354 - Kitabatake Chikafusa, scrittore e politico giapponese (n. 1293)
- 1392 - Andrea Chiaramonte, nobile italiano

## XV secolo(7)
- 1403 - Siraj al-Din al-Bulqini, giurista egiziano (n. 1324)
- 1433 - Giacomo II di Urgell, nobile (n. 1380)
- 1434 - Ladislao II Jagellone, sovrano lituano
- 1449 - Polissena Sforza, nobile (n. 1428)
- 1452 - Munjong di Joseon, re coreano (n. 1414)
- 1453 - Giovanni Giustiniani Longo, generale italiano (n. 1418)
- 1477 - Piero Bonaccorsi, letterato italiano (n. 1410)

## XVI secolo(5)
- 1520 - Claudio di Seyssel, arcivescovo cattolico, giurista e letterato italiano (n. 1458)
- 1527 - Girolamo Lippomano, imprenditore e ambasciatore italiano (n. 1460)
- 1543 - Philippe de Chabot, ammiraglio francese (n. 1492)
- 1586 - Martín de Azpilcueta, economista, filosofo e teologo spagnolo (n. 1492)
- 1599 - Guido Panciroli, giurista e antiquario italiano (n. 1523)

## XVII secolo(14)
- 1603 - Hendrik van Steenwijck I, pittore olandese
- 1608 - Maria Eleonora di Jülich-Kleve-Berg, principessa tedesca (n. 1550)
- 1616 - Tokugawa Ieyasu, militare giapponese (n. 1543)
- 1617 - Alfonso Navarrete, missionario spagnolo (n. 1571)
- 1625 - Honoré d'Urfé, scrittore francese (n. 1568)
- 1639 - Melchior Franck, compositore tedesco
- 1641 - Carlo Emmanuele Pio di Savoia, cardinale italiano (n. 1585)
- 1660 - Mary Dyer, inglese (n. 1611)
- 1665 - Johannes Rechsteiner, politico svizzero (n. 1618)
- 1668 - Guidobaldo Thun, cardinale e arcivescovo cattolico austriaco (n. 1616)
- 1676 - Karl Kaspar von der Leyen, arcivescovo cattolico e nobile tedesco (n. 1618)
- 1695 - Carlo Maria Carafa, nobile italiano (n. 1651)
- 1699 - Giorgio II di Württemberg-Mömpelgard, duca tedesco (n. 1626)
- 1700 - Willem ten Rhijne, botanico e medico olandese (n. 1647)

## XVIII secolo(15)
- 1709 - Charles Belgique Hollande de La Trémoille, nobiluomo francese (n. 1655)
- 1724 - Carlo Albani, I principe di Soriano nel Cimino, nobile italiano (n. 1687)
- 1727 - Cornelis Huysmans, pittore tedesco (n. 1648)
- 1734 - Léopold-Marc de Ligniville, generale francese (n. 1708)
- 1736 - Bernardino Pecci, vescovo cattolico italiano (n. 1671)
- 1743 - Robert Le Lorrain, scultore francese (n. 1666)
- 1745 - Giovanni Battista Cromer, pittore italiano (n. 1665)
- 1748 - Qamar-ud-din Khan, Asaf Jah I, principe indiano (n. 1671)
- 1761 - Jean-Nicolas Jadot, architetto francese (n. 1710)
- 1761 - Ana Maria de Lorena, nobildonna portoghese (n. 1691)
- 1773 - Bernardo de Legarda, scultore ecuadoriano (n. 1700)
- 1783 - Domingo Elizondo, militare spagnolo
- 1791 - Maria Petraccini, medico italiana (n. 1759)
- 1793 - Giuseppe Pistoi, fantino italiano (n. 1701)
- 1795 - Pierre Joseph Desault, chirurgo francese (n. 1738)

## XIX secolo(60)
- 1801 - Giovanni Pietro Maria Dana, medico e botanico italiano (n. 1736)
- 1804 - František Herzan von Harras, cardinale e vescovo cattolico ceco (n. 1735)
- 1812 - Miguel de la Grúa Talamanca, militare spagnolo
- 1813 - Girolamo Saladini, matematico italiano (n. 1735)
- 1815 - Louis Alexandre Berthier, generale francese (n. 1753)
- 1815 - James Gillray, disegnatore britannico (n. 1757)
- 1822 - René Just Haüy, mineralogista, cristallografo e religioso francese (n. 1743)
- 1823 - Louis Nicolas Davout, generale francese (n. 1770)
- 1824 - Salvatore Palazzotto, imprenditore italiano (n. 1751)
- 1825 - Elizabeth Murray, nobile inglese (n. 1760)
- 1826 - J. F. Oberlin, pastore protestante e filantropo francese (n. 1740)
- 1828 - Frank Abney Hastings, ammiraglio inglese (n. 1794)
- 1832 - Alphonse de Beauchamp, storico francese (n. 1769)
- 1832 - Jean Maximilien Lamarque, generale francese (n. 1770)
- 1832 - Thomas Sumter, politico e generale statunitense (n. 1734)
- 1833 - Rudolf Cederström, ammiraglio svedese (n. 1764)
- 1833 - Oliver Wolcott Jr., politico statunitense (n. 1760)
- 1841 - Nicolas Appert, inventore francese (n. 1749)
- 1841 - David Wilkie, pittore scozzese (n. 1785)
- 1843 - Karl von Grolman, generale prussiano (n. 1777)
- 1846 - Papa Gregorio XVI, papa, vescovo cattolico e cardinale italiano (n. 1765)
- 1849 - Maria Elisabetta in Baviera, principessa tedesca (n. 1784)
- 1854 - Josipina Turnograjska, scrittrice slovena (n. 1833)
- 1857 - William Wilberforce Bird, diplomatico e politico britannico (n. 1784)
- 1860 - José María Melo, politico colombiano (n. 1800)
- 1861 - Pietro Thouar, scrittore italiano (n. 1809)
- 1863 - Massimiliano Giuseppe d'Austria-Este, generale austriaco (n. 1782)
- 1864 - Hong Xiuquan, generale cinese (n. 1814)
- 1866 - Julien Guillemot, ufficiale francese (n. 1786)
- 1866 - Ester Mombelli, mezzosoprano italiano (n. 1794)
- 1866 - Carlo Rinaldini, patriota e storico italiano (n. 1824)
- 1866 - George Stanhope, VI conte di Chesterfield, nobile e politico inglese (n. 1805)
- 1867 - Karl Georg Christian von Staudt, matematico tedesco (n. 1798)
- 1868 - James Buchanan, politico statunitense (n. 1791)
- 1869 - Pasquale Ricca, scultore italiano (n. 1803)
- 1872 - James Gordon Bennett Sr., editore e pubblicista statunitense (n. 1795)
- 1872 - Charles Lever, scrittore irlandese (n. 1806)
- 1873 - Gheorghe Bibescu, nobile rumeno (n. 1804)
- 1876 - Hristo Botev, poeta e giornalista bulgaro (n. 1848)
- 1876 - Carolina di Meclemburgo-Strelitz, nobile tedesca (n. 1821)
- 1877 - Gustav Woldemar Focke, biologo, medico e botanico tedesco (n. 1810)
- 1879 - Napoleone Eugenio Luigi Bonaparte, militare francese (n. 1856)
- 1879 - Carl Giskra, politico austriaco (n. 1820)
- 1879 - Charles Marville, fotografo francese (n. 1813)
- 1879 - James Shields, politico e generale statunitense (n. 1810)
- 1880 - Hippolyte Passy, politico e economista francese (n. 1793)
- 1882 - Giuseppe Ricciardi, letterato, patriota e politico italiano (n. 1808)
- 1884 - Mansfield Lovell, militare statunitense (n. 1822)
- 1885 - Noël Guéneau de Mussy, medico francese (n. 1813)
- 1885 - Giovanni Lepri, militare italiano (n. 1826)
- 1887 - Ike Clanton, pistolero statunitense (n. 1847)
- 1888 - Luigi Carvelli, vescovo cattolico italiano (n. 1816)
- 1888 - Anton Sommer, poeta tedesco (n. 1816)
- 1889 - Jean Louis Metman, generale francese (n. 1814)
- 1890 - Camilo Castelo Branco, scrittore portoghese (n. 1825)
- 1890 - Vasilij Pukirev, pittore russo (n. 1832)
- 1892 - Pio Fedi, scultore italiano (n. 1816)
- 1892 - Louis Janmot, pittore e poeta francese (n. 1814)
- 1898 - Osbert Salvin, naturalista, ornitologo e erpetologo inglese (n. 1835)
- 1899 - Klaus Groth, scrittore tedesco (n. 1819)

## XX secolo(217)
- 1903 - Giulio di Schleswig-Holstein-Sonderburg-Glücksburg, principe tedesco (n. 1824)
- 1904 - Vittorio Meano, architetto italiano (n. 1860)
- 1905 - Giuseppe Cozza-Luzi, religioso e filologo italiano (n. 1837)
- 1905 - Heinrich Lahmann, medico tedesco (n. 1860)
- 1905 - Giovanni Battista Scalabrini, vescovo cattolico italiano (n. 1839)
- 1907 - Paolo Menafoglio, imprenditore e politico italiano (n. 1846)
- 1907 - Richard Mühlfeld, clarinettista tedesco (n. 1856)
- 1908 - Pietro Giacomelli, patriota italiano (n. 1836)
- 1909 - Giuseppe Martucci, compositore, pianista e direttore d'orchestra italiano (n. 1856)
- 1910 - William Dickson, calciatore scozzese (n. 1866)
- 1911 - Caterina Beretta, ballerina italiana (n. 1828)
- 1912 - Daniel Burnham, architetto statunitense (n. 1846)
- 1912 - Iakob Gogebashvili, pedagogista georgiano (n. 1840)
- 1912 - William Wilson, giornalista e allenatore di pallanuoto britannico (n. 1844)
- 1913 - Giuseppe Greppi, imprenditore e filantropo italiano (n. 1826)
- 1914 - Árpád Feszty, pittore ungherese (n. 1856)
- 1914 - Giovanni Battista Traverso, mineralogista e paleontologo italiano (n. 1843)
- 1915 - Giuseppe Carli, militare italiano (n. 1896)
- 1916 - Leopoldo Antonini, calciatore italiano
- 1917 - John Yates, calciatore inglese (n. 1861)
- 1918 - William Jameson Cairnes, militare e aviatore canadese (n. 1896)
- 1919 - Marianne Adelaide Hedwig Dohm, scrittrice tedesca (n. 1831)
- 1921 - Raffaele Cappelli, politico e diplomatico italiano (n. 1848)
- 1923 - Johann Heinrich Louis Krüger, geodeta e matematico tedesco (n. 1857)
- 1923 - Pietro Porta, presbitero e botanico italiano (n. 1832)
- 1924 - James Albert Bonsack, inventore statunitense (n. 1859)
- 1924 - Charles Oberthür, entomologo francese (n. 1845)
- 1925 - Helen Barnes, attrice e ballerina statunitense (n. 1895)
- 1925 - Tommaso Catani, presbitero e scrittore italiano (n. 1858)
- 1925 - Lucien Guitry, attore teatrale francese (n. 1860)
- 1925 - Thomas R. Marshall, politico statunitense (n. 1854)
- 1927 - Lizzie Borden, statunitense (n. 1860)
- 1927 - John Bagnell Bury, storico, filologo e filosofo irlandese (n. 1861)
- 1927 - Annibale Maria Di Francia, presbitero italiano (n. 1851)
- 1928 - Matteo Mazziotti, politico e storico italiano (n. 1851)
- 1930 - Eugénio Tavares, poeta capoverdiano (n. 1867)
- 1930 - Wang Shizhen, generale e politico cinese (n. 1861)
- 1931 - Angelo Angeli, chimico italiano (n. 1864)
- 1934 - Alfred Rawlinson, militare e giocatore di polo britannico (n. 1867)
- 1935 - Arthur Arz von Straussenburg, generale austro-ungarico (n. 1857)
- 1936 - Roberto Forges Davanzati, politico e giornalista italiano (n. 1880)
- 1937 - Ljubomir Miletič, slavista bulgaro (n. 1863)
- 1937 - Vasilij Škafer, tenore e regista teatrale russo (n. 1867)
- 1938 - Ödön von Horváth, drammaturgo e scrittore austriaco (n. 1901)
- 1938 - David Wall, attore canadese (n. 1870)
- 1938 - Knut Agathon Wallenberg, banchiere e politico svedese (n. 1853)
- 1939 - Arthur Wood, velista britannico (n. 1875)
- 1939 - Emil Ziehl, ingegnere e imprenditore tedesco (n. 1873)
- 1940 - Ali Hubert, costumista austriaco (n. 1878)
- 1940 - Alfred Loisy, biblista e storico francese (n. 1857)
- 1940 - Carlo Maranghi, calciatore e allenatore di calcio italiano (n. 1888)
- 1940 - Tullio Porcelli, militare italiano (n. 1914)
- 1941 - Hans Berger, medico tedesco (n. 1873)
- 1941 - Kurt Hensel, matematico tedesco (n. 1861)
- 1941 - Franz Zimmer, alpinista e imprenditore austriaco (n. 1865)
- 1942 - Arkadij Ivanovič Aris, scrittore e critico letterario russo (n. 1901)
- 1942 - Edwin C. Hahn, ingegnere statunitense (n. 1888)
- 1942 - Vladislav Vančura, poeta e scrittore ceco (n. 1891)
- 1942 - Johann Weinberg, calciatore austriaco (n. 1888)
- 1943 - Amédée Gastoué, organista e musicologo francese (n. 1873)
- 1943 - Leslie Howard, attore, regista e produttore cinematografico britannico (n. 1893)
- 1943 - Luigi Stracciari, pittore e scenografo italiano (n. 1900)
- 1943 - Donato Tripiccione, generale italiano (n. 1889)
- 1944 - Raul Angelini, militare italiano (n. 1923)
- 1944 - Alfredo Patroni, militare italiano (n. 1891)
- 1944 - Rómulo D. Carbia, storico argentino (n. 1885)
- 1945 - Eduard Bloch, medico austriaco (n. 1872)
- 1945 - Walter Frederick Gale, astronomo australiano (n. 1865)
- 1945 - Pakubuwono XI, sovrano indonesiano (n. 1886)
- 1945 - Fausto Vega Santander, militare e aviatore messicano (n. 1923)
- 1946 - Gheorghe Alexianu, funzionario e criminale di guerra rumeno (n. 1897)
- 1946 - Ion Antonescu, generale, politico e criminale di guerra rumeno (n. 1882)
- 1946 - Mihai Antonescu, politico, criminale di guerra e avvocato rumeno (n. 1904)
- 1946 - August Lindgren, tuffatore e calciatore danese (n. 1883)
- 1946 - Leo Slezak, tenore ceco (n. 1873)
- 1946 - Constantin Vasiliu, militare e politico romeno (n. 1882)
- 1947 - Toivo Tikkanen, tiratore a segno, hockeista su ghiaccio e architetto finlandese (n. 1888)
- 1948 - Sonny Boy Williamson I, musicista statunitense (n. 1914)
- 1949 - Livio Bonelli, generale italiano (n. 1891)
- 1949 - Khalil Mutran, poeta e giornalista libanese (n. 1872)
- 1951 - Rafael Altamira y Crevea, storico spagnolo (n. 1866)
- 1951 - Luis Arana, politico spagnolo (n. 1862)
- 1951 - Tadeusz Borowski, scrittore, poeta e giornalista polacco (n. 1922)
- 1951 - Garry Owen, attore statunitense (n. 1902)
- 1952 - John Dewey, filosofo e pedagogista statunitense (n. 1859)
- 1952 - Malcolm St. Clair, regista, sceneggiatore e produttore cinematografico statunitense (n. 1897)
- 1953 - Alex James, calciatore scozzese (n. 1901)
- 1954 - Vincenzo Cerulli Irelli, politico italiano (n. 1871)
- 1954 - Martin Andersen Nexø, scrittore danese (n. 1869)
- 1954 - Jimmy Settle, calciatore inglese (n. 1875)
- 1955 - Antonio Dattilo Rubbo, artista e insegnante italiano (n. 1870)
- 1957 - Mario Bianchini, pugile italiano (n. 1911)
- 1957 - Luisa Casati, nobildonna e collezionista d'arte italiana (n. 1881)
- 1957 - Russell Hicks, attore statunitense (n. 1895)
- 1958 - Matteo Marangoni, critico d'arte, storico dell'arte e compositore italiano (n. 1876)
- 1958 - Robert Odic, aviatore e generale francese (n. 1887)
- 1958 - Henri Pensis, direttore d'orchestra, compositore e violinista lussemburghese (n. 1900)
- 1958 - Luigi Ridolfi Vay da Verrazzano, politico, imprenditore e dirigente sportivo italiano (n. 1895)
- 1959 - Angelo Ficarra, arcivescovo cattolico italiano (n. 1885)
- 1959 - Rina Giachetti, soprano italiano (n. 1880)
- 1959 - Sax Rohmer, scrittore britannico (n. 1883)
- 1960 - Willem Elsschot, scrittore e poeta belga (n. 1882)
- 1960 - Paula Hitler, austriaca (n. 1896)
- 1960 - Lester Patrick, hockeista su ghiaccio e allenatore di hockey su ghiaccio canadese (n. 1883)
- 1960 - Teodoro Picado Michalski, politico costaricano (n. 1900)
- 1960 - Elizabeth Towne, editrice e scrittrice statunitense (n. 1865)
- 1961 - Melvin Jones, dirigente d'azienda, filantropo e attivista statunitense (n. 1879)
- 1962 - Adolf Eichmann, militare, funzionario e criminale di guerra tedesco (n. 1906)
- 1962 - Ferdinando Scajola, politico italiano (n. 1906)
- 1963 - David Addis, calciatore nordirlandese (n. 1901)
- 1963 - Luis Arcaraz, pianista, compositore e direttore d'orchestra messicano (n. 1910)
- 1963 - Mario Buda, anarchico italiano (n. 1883)
- 1963 - Sergej Ivanovič Gusev-Orenburgskij, scrittore russo (n. 1867)
- 1963 - Yves Le Prieur, militare e inventore francese (n. 1885)
- 1963 - Ambrogio Robecchi, ciclista su strada italiano (n. 1870)
- 1964 - Marguerite Sechehaye, psicologa svizzera (n. 1887)
- 1965 - Mario De Micheli, calciatore italiano (n. 1907)
- 1965 - Curly Lambeau, allenatore di football americano e giocatore di football americano statunitense (n. 1898)
- 1965 - Manfredi Polverosi, tenore italiano (n. 1882)
- 1965 - Hellmut von der Chevallerie, generale tedesco (n. 1896)
- 1966 - Tommaso Gallarati Scotti, nobile, scrittore e militare italiano (n. 1878)
- 1966 - Papa Jack Laine, musicista e batterista statunitense (n. 1873)
- 1966 - Alfred Schoep, mineralogista belga (n. 1881)
- 1967 - Hans Bühler, cavaliere svizzero (n. 1893)
- 1967 - Fausto Guerzoni, attore italiano (n. 1904)
- 1968 - Giovanni Fusco, pianista, compositore e direttore d'orchestra italiano (n. 1906)
- 1968 - Jesse D. Hampton, produttore cinematografico e regista statunitense (n. 1879)
- 1968 - Helen Keller, scrittrice, attivista e insegnante statunitense (n. 1880)
- 1968 - Guglielmo Marconi, partigiano italiano (n. 1903)
- 1968 - Ettore Mazzoleni, direttore d'orchestra, insegnante e scrittore svizzero (n. 1905)
- 1968 - Charles Howard McIlwain, storico statunitense (n. 1871)
- 1969 - Ivar Ballangrud, pattinatore di velocità su ghiaccio norvegese (n. 1904)
- 1970 - Pedro Eugenio Aramburu, politico e generale argentino (n. 1905)
- 1970 - Eemil Luukka, politico finlandese (n. 1892)
- 1970 - Giuseppe Ungaretti, poeta, scrittore e traduttore italiano (n. 1888)
- 1971 - Reinhold Niebuhr, teologo statunitense (n. 1892)
- 1971 - Klaus Stürmer, calciatore tedesco (n. 1935)
- 1972 - Russell Mack, regista statunitense (n. 1892)
- 1972 - Fritz Weber, ufficiale e scrittore austriaco (n. 1895)
- 1973 - Maurice Dekobra, scrittore francese (n. 1885)
- 1973 - Mary Kornman, attrice cinematografica statunitense (n. 1915)
- 1973 - Helen Parkhurst, pedagogista e educatrice statunitense (n. 1887)
- 1973 - Paolo Thaon di Revel, politico, dirigente sportivo e schermidore italiano (n. 1888)
- 1974 - Jean Van Buggenhout, dirigente sportivo e pistard belga (n. 1905)
- 1975 - Erich Cuntz, hockeista su prato tedesco (n. 1916)
- 1976 - Jan Scholte, pallanuotista olandese (n. 1910)
- 1977 - John Morris, storico inglese (n. 1913)
- 1977 - Robert Serber, fisico statunitense (n. 1909)
- 1977 - Rudolf Vytlačil, allenatore di calcio e calciatore austriaco (n. 1912)
- 1978 - Francesco Antonio Repaci, economista italiano (n. 1888)
- 1979 - John Barry, scenografo britannico (n. 1935)
- 1979 - Bruto Brivonesi, ammiraglio italiano (n. 1888)
- 1979 - Werner Forssmann, medico tedesco (n. 1904)
- 1979 - Giuseppe Antonio Giancane, politico italiano (n. 1911)
- 1979 - Ján Kadár, regista slovacco (n. 1918)
- 1979 - Jack Mulhall, attore statunitense (n. 1887)
- 1979 - Eric Partridge, lessicografo neozelandese (n. 1894)
- 1980 - Rube Marquard, giocatore di baseball e allenatore di baseball statunitense (n. 1886)
- 1980 - Giulio Masseroni, pittore italiano (n. 1900)
- 1980 - Arthur C. Nielsen, ingegnere statunitense (n. 1897)
- 1981 - Carl Vinson, politico statunitense (n. 1883)
- 1981 - Wilopo, politico indonesiano (n. 1908)
- 1982 - Chesja Aleksandrovna Lokšina, regista sovietica (n. 1902)
- 1983 - Jaime Lazcano, calciatore spagnolo (n. 1909)
- 1983 - Anna Seghers, scrittrice tedesca (n. 1900)
- 1983 - Carlo Teodoro del Belgio, nobile belga (n. 1903)
- 1984 - Gaetano Falzone, storico italiano (n. 1912)
- 1984 - Violet La Plante, attrice statunitense (n. 1908)
- 1984 - Maurice Mertz, imprenditore e cestista francese (n. 1911)
- 1985 - Ines Alfani Tellini, soprano e regista italiana (n. 1896)
- 1985 - Richard Greene, attore inglese (n. 1918)
- 1985 - Francesco Vida, scialpinista, sciatore di pattuglia militare e dirigente sportivo italiano (n. 1903)
- 1986 - Jo Gartner, pilota automobilistico austriaco (n. 1954)
- 1986 - Neelam Sanjiva Reddy, politico indiano (n. 1913)
- 1986 - Aniello Vittoria, militare italiano (n. 1965)
- 1987 - Khwaja Ahmad Abbas, regista indiano (n. 1914)
- 1987 - Emiliano Álvarez, ciclista su strada spagnolo (n. 1912)
- 1987 - Errol Barrow, politico barbadiano (n. 1920)
- 1987 - Antonino Castiglione, imprenditore italiano (n. 1908)
- 1987 - Georg Friedel, calciatore tedesco (n. 1913)
- 1987 - Rashid Karame, politico libanese (n. 1921)
- 1987 - Domenico Piemontesi, ciclista su strada italiano (n. 1903)
- 1988 - Leon Belasco, attore russo (n. 1902)
- 1988 - Herbert Feigl, filosofo austriaco (n. 1902)
- 1988 - Davey Moore, pugile statunitense (n. 1959)
- 1989 - Aurelio Lampredi, ingegnere italiano (n. 1917)
- 1989 - Charles Vanden Wouwer, calciatore belga (n. 1916)
- 1990 - Eric Barker, attore britannico (n. 1912)
- 1990 - Nicola Campanile, militare italiano (n. 1966)
- 1990 - Ringo De Palma, batterista italiano (n. 1963)
- 1990 - Mario Forziero, carabiniere italiano (n. 1960)
- 1990 - Wiesław Kielar, scrittore e direttore della fotografia polacco (n. 1919)
- 1990 - Ernesto Lino, calciatore italiano (n. 1909)
- 1991 - David Ruffin, cantante e musicista statunitense (n. 1941)
- 1992 - George Jablonski, cestista e allenatore di pallacanestro statunitense (n. 1919)
- 1992 - Anatolij Porchunov, calciatore sovietico (n. 1928)
- 1993 - John Terpak, sollevatore statunitense (n. 1912)
- 1994 - Giuseppe Brusasca, avvocato e politico italiano (n. 1900)
- 1994 - Henri Desroche, sociologo francese (n. 1914)
- 1994 - Frans Mosman, schermidore olandese (n. 1904)
- 1995 - John Leonard Eriksson, micologo svedese (n. 1921)
- 1996 - Vittorino Colombo, politico e imprenditore italiano (n. 1925)
- 1996 - Gaetano Fichera, matematico italiano (n. 1922)
- 1996 - Michael Fox, attore statunitense (n. 1921)
- 1996 - Don Grolnick, tastierista e compositore statunitense (n. 1947)
- 1997 - Garland T. Byrd, politico statunitense (n. 1924)
- 1997 - Nikolaj Aleksandrovič Tichonov, politico sovietico (n. 1905)
- 1998 - Gottfried Dienst, arbitro di calcio svizzero (n. 1919)
- 1998 - Junkyard Dog, wrestler e giocatore di football americano statunitense (n. 1952)
- 1998 - Lucio Lazzarino, ingegnere italiano (n. 1913)
- 1998 - Luigi Maverna, arcivescovo cattolico italiano (n. 1920)
- 1998 - José Pedraza, marciatore messicano (n. 1937)
- 1998 - Joseph Russo, mafioso statunitense (n. 1931)
- 1999 - Uberto Breganze, politico italiano (n. 1912)
- 1999 - Guy Tunmer, pilota automobilistico sudafricano (n. 1948)
- 2000 - Guy Fau, scrittore francese (n. 1909)
- 2000 - Everett Swank, cestista statunitense (n. 1913)

## XXI secolo(131)
- 2001 - Birendra del Nepal, re nepalese (n. 1945)
- 2001 - Dhirendra del Nepal, principe nepalese (n. 1950)
- 2001 - Aishwarya Rajya Lakshmi Devi, regina nepalese (n. 1949)
- 2001 - Jayanti del Nepal, principessa nepalese (n. 1946)
- 2001 - Nkosi Johnson, attivista sudafricano (n. 1989)
- 2001 - Nirajan del Nepal, principe nepalese (n. 1978)
- 2001 - Shanti del Nepal, principessa nepalese (n. 1940)
- 2001 - Sharada del Nepal, principessa nepalese (n. 1942)
- 2001 - Shruti del Nepal, principessa nepalese (n. 1976)
- 2001 - Abe Silverstein, ingegnere statunitense (n. 1908)
- 2002 - Michael Alexander, schermidore britannico (n. 1936)
- 2002 - James Gathers, velocista statunitense (n. 1930)
- 2003 - Siegfried Freytag, aviatore tedesco (n. 1919)
- 2003 - Joe Harris, cantante belga (n. 1943)
- 2003 - Evgenij Semёnovič Matveev, attore e regista sovietico (n. 1922)
- 2003 - Wang Su-bok, cantante nordcoreana (n. 1917)
- 2004 - James Dudley, giocatore di baseball statunitense (n. 1910)
- 2004 - Erminio Ardigò, fumettista italiano (n. 1932)
- 2005 - Ferruccio Azzarini, calciatore e allenatore di calcio italiano (n. 1924)
- 2005 - Fabio Barbieri, giornalista e scrittore italiano (n. 1947)
- 2005 - Dmitrij Bystrov, calciatore e allenatore di calcio sovietico (n. 1967)
- 2005 - Fernando Ghia, produttore cinematografico italiano (n. 1935)
- 2005 - George Mikan, cestista, allenatore di pallacanestro e dirigente sportivo statunitense (n. 1924)
- 2005 - Emilio Rubbi, economista e politico italiano (n. 1930)
- 2005 - Volodymyr Savon, scacchista ucraino (n. 1940)
- 2006 - Sandro Bartoccioni, cardiochirurgo italiano (n. 1947)
- 2006 - Francesco Biancoli, mafioso italiano (n. 1957)
- 2006 - Rocío Jurado, cantante e attrice spagnola (n. 1943)
- 2006 - Anton Seelos, sciatore alpino austriaco (n. 1911)
- 2006 - Matteo Spinola, attore italiano (n. 1929)
- 2007 - Gaetano De Cosmo, politico italiano (n. 1945)
- 2007 - Arlette Halff, tennista francese (n. 1908)
- 2007 - Charles Johnson, cestista statunitense (n. 1949)
- 2007 - Janice Romary, schermitrice statunitense (n. 1927)
- 2007 - Filippo Valenti, archivista, paleografo e diplomatista italiano (n. 1919)
- 2008 - Raffaele Di Mario, attore italiano (n. 1927)
- 2008 - Maurizio Galli, vescovo cattolico italiano (n. 1936)
- 2008 - Alton Kelley, illustratore e grafico statunitense (n. 1940)
- 2008 - Yves Saint Laurent, stilista francese (n. 1936)
- 2009 - Silvio Barbato, direttore d'orchestra e compositore brasiliano (n. 1959)
- 2009 - Mario Cavedon, astronomo e divulgatore scientifico italiano (n. 1920)
- 2009 - Fatma Ceren Necipoğlu, arpista turca (n. 1972)
- 2009 - Bob Christie, pilota automobilistico statunitense (n. 1924)
- 2009 - Ken Clark, attore statunitense (n. 1927)
- 2009 - Marcello Spadolini, ciclista su strada italiano (n. 1915)
- 2010 - Arturo Falaschi, genetista italiano (n. 1933)
- 2010 - John Hagart, allenatore di calcio e calciatore scozzese (n. 1937)
- 2010 - George Martin, attore statunitense (n. 1929)
- 2010 - Andrej Andreevič Voznesenskij, poeta russo (n. 1933)
- 2010 - Kazuo Ōno, danzatore giapponese (n. 1906)
- 2011 - Munir Ahmed Dar, hockeista su prato pakistano (n. 1935)
- 2011 - Haleh Sahabi, attivista e giornalista iraniana (n. 1958)
- 2011 - Albert Wiggins, nuotatore statunitense (n. 1935)
- 2012 - Plinio Antolini, astronomo italiano (n. 1920)
- 2013 - Goran Brajković, cestista jugoslavo (n. 1948)
- 2013 - Jelena Genčić, tennista, pallamanista e allenatrice di tennis jugoslava (n. 1936)
- 2013 - Bill Gunston, scrittore e giornalista britannico (n. 1927)
- 2013 - Ugo Illing, alpinista e ingegnere italiano (n. 1924)
- 2013 - Germain Mendomé, calciatore gabonese (n. 1970)
- 2013 - Franco Scaldati, drammaturgo, attore e regista italiano (n. 1943)
- 2013 - Alfredo Sisi, dirigente sportivo e giocatore di baseball italiano (n. 1924)
- 2014 - Fausto Calderazzo, chimico italiano (n. 1930)
- 2014 - Ann B. Davis, attrice statunitense (n. 1926)
- 2014 - Edmond Acar, imprenditore libanese (n. 1926)
- 2014 - Valentin Mankin, velista sovietico (n. 1938)
- 2014 - Marinho Chagas, calciatore brasiliano (n. 1952)
- 2014 - Antonio Rada, calciatore colombiano (n. 1937)
- 2014 - Luciano Radi, politico italiano (n. 1922)
- 2015 - Charles Kennedy, politico britannico (n. 1959)
- 2015 - Mike Lane, attore e wrestler statunitense (n. 1933)
- 2015 - Nicholas Liverpool, politico dominicense (n. 1934)
- 2015 - Edith Pásztor, storica ungherese (n. 1925)
- 2015 - Jean Ritchie, cantautrice statunitense (n. 1922)
- 2015 - Phili Viehoff, politica olandese (n. 1924)
- 2016 - Agostino Coletto, ciclista su strada italiano (n. 1927)
- 2016 - Silvio Mirarchi, militare italiano (n. 1963)
- 2016 - Grigore Obreja, canoista rumeno (n. 1967)
- 2017 - Tankred Dorst, scrittore tedesco (n. 1925)
- 2017 - Rafael Egusquiza, hockeista su prato spagnolo (n. 1935)
- 2017 - José Greci, attrice italiana (n. 1940)
- 2017 - Vic Lockman, fumettista statunitense (n. 1927)
- 2017 - Jack McCloskey, cestista, allenatore di pallacanestro e dirigente sportivo statunitense (n. 1925)
- 2017 - Alois Mock, politico austriaco (n. 1934)
- 2017 - Charles Simmons, scrittore statunitense (n. 1924)
- 2017 - Sonja Sutter, attrice tedesca (n. 1931)
- 2017 - Rosa Taikon, orafa, attivista e attrice svedese (n. 1926)
- 2017 - Tom Tjaarda, designer statunitense (n. 1934)
- 2018 - Bob Clotworthy, tuffatore statunitense (n. 1931)
- 2018 - André Desvages, ciclista su strada e dirigente sportivo francese (n. 1944)
- 2018 - Giovanni Di Veroli, calciatore italiano (n. 1932)
- 2018 - Walter Eich, calciatore e allenatore di calcio svizzero (n. 1925)
- 2018 - Giancarlo Ghirardi, fisico italiano (n. 1935)
- 2018 - John Julius Norwich, storico e personaggio televisivo britannico (n. 1929)
- 2018 - Carlo Peretti, pallanuotista italiano (n. 1930)
- 2018 - Alejandro Peñaranda, calciatore colombiano (n. 1993)
- 2018 - William Phipps, attore statunitense (n. 1922)
- 2018 - Joe Pitman, sollevatore statunitense (n. 1924)
- 2019 - Mario Perego, allenatore di calcio e calciatore italiano (n. 1944)
- 2019 - José Antonio Reyes, calciatore spagnolo (n. 1983)
- 2019 - Michel Serres, filosofo e scrittore francese (n. 1930)
- 2020 - Moshe Daniel, cestista e allenatore di pallacanestro israeliano (n. 1930)
- 2020 - Alfredo Filippini, scultore, pittore e illustratore italiano (n. 1924)
- 2020 - Joey Image, batterista statunitense (n. 1957)
- 2020 - Tinin Mantegazza, artista, autore televisivo e scenografo italiano (n. 1931)
- 2020 - Roberto Peccei, fisico italiano (n. 1942)
- 2020 - Pedro Ercílio Simon, arcivescovo cattolico brasiliano (n. 1941)
- 2020 - Myroslav Skoryk, compositore ucraino (n. 1938)
- 2021 - Silvio Francesconi, calciatore e allenatore di calcio italiano (n. 1952)
- 2021 - Henrique Melmann, pallanuotista brasiliano (n. 1931)
- 2021 - Linah Mohohlo, banchiera e economista botswana (n. 1952)
- 2021 - Francesco Raffaele Piccolo, politico italiano (n. 1942)
- 2021 - Amedeo di Savoia-Aosta, imprenditore italiano (n. 1943)
- 2022 - Barry Sussman, giornalista e scrittore statunitense (n. 1934)
- 2022 - István Szőke, calciatore ungherese (n. 1947)
- 2022 - Joseph Zoderer, scrittore italiano (n. 1935)
- 2023 - Margit Carstensen, attrice tedesca (n. 1940)
- 2023 - Michele Di Martino, politico italiano (n. 1930)
- 2023 - David Jones, velocista britannico (n. 1940)
- 2023 - Alan Newton, pistard britannico (n. 1931)
- 2023 - Marcello Picone, ingegnere italiano (n. 1929)
- 2023 - Philippe Pozzo di Borgo, nobile, imprenditore e scrittore francese (n. 1951)
- 2023 - Reinhold Senn, slittinista austriaco (n. 1936)
- 2023 - Cynthia Weil, compositrice, musicista e paroliera statunitense (n. 1940)
- 2024 - Erich Anderson, attore statunitense (n. 1956)
- 2024 - Raffaele Aurisicchio, politico italiano (n. 1953)
- 2024 - Andrzej Kostenko, regista, direttore della fotografia e sceneggiatore polacco (n. 1936)
- 2024 - Ruth-Maria Kubitschek, attrice tedesca (n. 1931)
- 2024 - Philippe Leroy, attore francese (n. 1930)
- 2024 - Salvador Miranda, bibliografo, bibliotecario e storico cubano (n. 1939)
- 2025 - Lachlan Stewart, mezzofondista britannico (n. 1943)
- 2025 - Steve Wright, giocatore di football americano statunitense (n. 1942)